# Uroblaniulus megalodus
Uroblaniulus megalodus är en mångfotingart som beskrevs av Carl Graf Attems 1901. Uroblaniulus megalodus ingår i släktet Uroblaniulus och familjen Parajulidae. Inga underarter finns listade i Catalogue of Life.